# Николета Браски
Николета Браски (итал. Nicoletta Braschi; Чезена, 19. април 1960) је италијанска глумица и продуцент, позната по раду заједно са својим супругом, глумцем и редитељем, Робертом Бенињием.

## Биографија
Николета Браски је рођена у Чезени, студирала је на Академији драмских уметности у Риму, где се упознала са Робертом Бенињием 1980. године. Њен први филм је био заједно са њим, 1983. године, Tu mi turbi. Реч је о италијанској комедији, познатој и као Ти ме узбуђујеш. Касније се појавила у два филма Џима Џармуша, Испод закона и Мистериозни воз.
За њена два најуспешнија филма се сматрају када је сарађивала са својим супругом, Џони Стечино (1992) и Живот је леп (1998). Џони Стечино је италијанско комедија, где је Николета глумила девојку хулигана (Бениња), која је постала велики хит у Италији. Филм Живот је леп, је стекао међународни успех, а Николета Браски у њему глуми главну глумицу, супругу италијанског Јевреја (Бениња) који су за време рата у концентрационом логору. За ту улогу, била је номинована за награду Screen Actors Guild. 
Године 1997. Николета Браски је глумила у филму Овосодо, депресивну учитељицу која подстиче ђаке да раде и вредније уче. Филм је добио велику похвалу од стране критике и публике, а Николета је добила Давид ди Донатело награду за тај филм (попут италијанског Оскара).
На Берлинском филмском фестивалу је 2002. године била члан жирија.
Браскијева се, такође, опробала и као продуцент на филму Тигар и снег (итал. La tigre e la neve), љубавној причи која се одвија за време избијања рата у Ираку. У том филму је и глумила, а истовремено је то био њен последњи филм.
Од 2010. године држи турнеју италијанских позоришта, глумећи у представи Tradimenti, базираној на основу једног дела Харолда Пинтера.

## Филмографија
| Улоге Николете Браски |                               |               |                        |          |
| Година                | Српски назив                  | Изворни назив | Улога                  | Напомена |
| 1983.                 | Tu mi turbi                   |               | Богородица Марија      |          |
| 1986.                 | Down by law                   |               | Николета               |          |
| 1988.                 | Ya bon les blancs             |               | Лујза                  |          |
| 1988.                 | Мали ђаво                     |               | Нина                   |          |
| 1989.                 | Мистериозни воз               |               | Лујза (делимично- дух) |          |
| 1990.                 | Заклоњено небо                |               | Француска жена         |          |
| 1991.                 | La domenica specialmente      |               | девојка                |          |
| 1991.                 | Џони Стечино                  |               | Марија                 |          |
| 1993.                 | Син Пинк Пантера              |               | Жаклина Гамбрели       |          |
| 1994.                 | Чудовиште                     |               | Џесика                 |          |
| 1995.                 | Pasolini, un delitto italiano |               | Грациела Киракоси      |          |
| 1996.                 | Sostiene Pereira              |               | Марта                  |          |
| 1997.                 | Ovosodo                       |               | Ђована                 |          |
| 1998.                 | Живот је леп                  |               | Дора Орефиче           |          |
| 2002.                 | Пинокио                       |               | Плава вила             |          |
| 2003.                 | Mi piace lavorare             |               | Ана                    |          |
| 2005.                 | Тигар и снег                  |               | Виториа                |          |